# Stora Grillsjön
Stora Grillsjön är en sjö i Fagersta kommun i Västmanland och ingår i Norrströms huvudavrinningsområde. Sjön är 5,5 meter djup, har en yta på 0,223 kvadratkilometer och befinner sig 117 meter över havet. Sjön ligger inom området för den stora skogsbranden i Västmanland 2014.

## Delavrinningsområde
Stora Grillsjön ingår i det delavrinningsområde (663841-151351) som SMHI kallar för Utloppet av Virsbosjön. Medelhöjden är 99 meter över havet och ytan är 67,37 kvadratkilometer. Räknas de 133 avrinningsområdena uppströms in blir den ackumulerade arean 2 768,87 kvadratkilometer. Kolbäcksån som avvattnar avrinningsområdet har biflödesordning 3, vilket innebär att vattnet flödar genom totalt 3 vattendrag innan det når havet efter 182 kilometer. Avrinningsområdet består mestadels av skog (76 procent). Avrinningsområdet har 5 kvadratkilometer vattenytor vilket ger det en sjöprocent på 7,4 procent. Bebyggelsen i området täcker en yta av 1,44 kvadratkilometer eller 2 procent av avrinningsområdet.